# Vladimir Boltianski
Vladimir Botianski (n. 26 aprilie 1925, Moscova, RSFS Rusă, URSS – d. 16 aprilie 2019, Guanajuato, Guanajuato, Mexic) a fost un matematician sovietic și rus de origine evreiască, profesor la Facultatea de Mecanică și Matematică a  Universității de stat Lomonosov din Moscova, membru corespondent al Academiei de Științe Pedagogice din URSS și a Academiei Învățământului din Rusia, cu preocupări multiple în domeniul matematicii și a fizicii, cunoscut pentru cursurile și cărțile de didactica matematicii.

## Biografie
A participat la războiul antihitlerist în URSS în anii 1943 - 1945, abia după ce absolvise școala, unde s-a manifestat cu aptitudini excepționale pentru matematică și doar după război, în anul 1948, a absolvit Universitatea din Moscova sub conducerea academicianului Lev Pontriaghin, care i-a devenit și conducător de doctorat, pe care l-a susținut în anul 1951. Subiectul tezei: "Câmpuri vectoriale pe o varietate".
Din anul 1951 lucrează la Institutul de matematică în numele lui Steklov al Academiei de științe din URSS, în 1955 a susținut teza de doctor habilitat în matematici, iar din anul 1956 lucrează la Academia de Științe Pedagogice din URSS. Din anul 1951 predă la Facultatea de Matematică și Mecanică a Universității Lomonosov, iar din 1958 este profesor. 

## Preocupări și creația matematica
Preocupările științifice ale lui Boltianski au fost foarte variate, trecând din sfera matematicii în cea a fizicii, și în speță, în sfera fizicii relativiste, gravitaționale și a astrofizicii. 
În domeniul matematicii, Boltianski a fost preocupat de teoria informației și a controlului. În colaborare cu academicianul Pontriaghin și profesorii R. Gamkrelidze și Evgeny Mishchenko, a avut preocupări pentru teoria matematică a proceselor optime
Lucrările lui Vladimir Boltianski au suscitat un interes viu în România, unde au fost citate de către fizicienii ieșeni în legătură cu sugestia de către Boltianski în anii 1970 a ideii de gravitație anizotropică, de asemenea în legătură cu ideea quasarilor, care pare să fi fost de origine matematica și nu fizică.